# بيتا مشورب
بيتا مشورب (الاسم العلمي: Erythropitta kochi) (بالإنجليزية: Whiskered Pitta)‏ هي نوع من الطيور تتبع جنس البيتا الأحمر من فصيلة طيور البيتا. هذا الطائر مستوطن في لوزون في الفلبين. موائلها الطبيعية هي الغابات الجبلية أو شبه المدارية الرطبة. وهذه الطيور مهددة بفقدان الموائل.